# Zikkurat

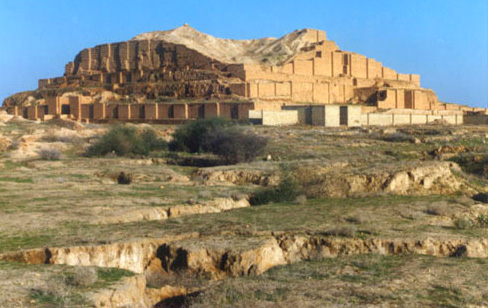
Zikkurat Choga Zanbil z 13. století př. n. l. poblíž města Susy v Íránu

Zikkuraty (Zikkurrat) (z babylónského ziqqurrat, od kmene zaqāru „postavit na zvýšeném místě“ nebo z akkadského zakáru tyčit se, vyčnívat) jsou stupňovité věže, pnoucí se do výše (3 až 7 stupňů), vysoké několik desítek metrů, několik teras nad sebou na vrcholu schodiště vedoucí ke svatyni, kam sestupoval bůh. Tyto stavby byly rozšířeny v Mezopotámii a Elamu v době od třetího tisíciletí př. n. l. do šestého století př. n. l. Například zikkurat z Uru (2100 př. n. l.) či proslulá Babylonská věž – 90 m vysoká, postavená na čtvercové základně 90 × 90 metrů.

## Mardukův zikkurat
Mardukův zikkurat je jeden z asi nejznámějších zikkuratů vůbec. Postaven v Babylóně. Známý též pod názvem Babylonská věž.

### Stáří Babylonské věže
Zatím nejspolehlivější zmínku o stáří této stavby lze odvodit z prohlášení akkadského krále Šarkališarriho (?–2198 př. n. l.), který zaznamenal, že obnovil chrámovou věž v Babylonu. Dá se tedy celkem rozumně usuzovat, že tato věž musela existovat.